# Carl Wolf Josef Nathanael Wallick
Carl Wolf Josef Nathanael Wallick (2. december 1825 i København – 27. november 1888 sammesteds) var en dansk justitiarius.
Han var en søn af teatermaler Arnold Wallick, blev 1843 student fra Metropolitanskolen og 1850 juridisk kandidat. 1851 udnævntes han til auditør i Hæren, fra 1857 med titel af overauditør, var 1856-60 chef for Krigsministeriets sekretariat, men konstitueredes allerede 1858 tillige som assessor i Kriminal- og Politiretten, i hvilken stilling han 1860 fik fast ansættelse; han hørte derefter i en lang årrække til den nævnte rets mest ansete medlemmer og var fra 1883 rettens justitiarius. Han døde ugift 27. november 1888 i København. 1883 var han blevet Kommandør af 2. grad af Dannebrogordenen.